# Stare Guty (Pisz)
Stare Guty (deutsch Gutten, Kirchspiel Johannisburg, bis 1938 auch Gutten J) ist ein Dorf in der polnischen Woiwodschaft Ermland-Masuren, das zur Gmina Pisz (Stadt- und Landgemeinde Johannisburg) im Powiat Piski (Kreis Johannisburg) gehört.

## Geographische Lage
Stare Guty liegt in der östlichen Woiwodschaft Ermland-Masuren, acht Kilometer östlich der Kreisstadt Pisz (deutsch Johannisburg).

## Geschichte
Das vor 1540 Gutendorf, bis 1579 Gutthenn genannte Dorf wurde am 12. April 1495 durch den Deutschen Ritterorden als Freigut mit 21 Hufen nach Magdeburger Recht gegründet. Weil es im Kreis Johannisburg drei Dörfer namens „Gutten“ gab, erhielten die Ortsnamen vor 1938 den Zusatz ihres Kirchspiels (hier: Gutten, Kirchspiel Johannisburg) oder auch nur den Anfangsbuchstaben des Kirchspiels (hier: Gutten J). Ab 1938 war der Ortsname ohne Zusatz gültig, weil die anderen beiden Dörfer umbenannt wurden.
Von 1874 bis 1945 war Gutten in den Amtsbezirk Groß Kessel eingegliedert.
Die Zahl der Einwohner Guttens belief sich im Jahre 1910 auf 273. Sie verringerte sich bis 1933 auf 249 und betrug 1939 noch 214.
1945 kam das Dorf in Kriegsfolge mit dem gesamten südlichen Ostpreußen zu Polen und erhielt die polnische Namensform „Stare Guty“. Es ist heute Sitz eines Schulzenamtes (polnisch Sołectwo) und somit eine Ortschaft im Verbund der Stadt- und Landgemeinde Pisz (Johannisburg) im Powiat Piski (Kreis Johannisburg), bis 1998 der Woiwodschaft Suwałki, seither der Woiwodschaft Ermland-Masuren zugehörig.

## Religionen
Bis 1945 war Gutten – wie bis 1938 auch der Namenszusatz anzeigte – in die Evangelische Kirche Johannisburg in der Kirchenprovinz Ostpreußen der Kirche der Altpreußischen Union sowie in die römisch-katholische Kirche  Johannisburg im Bistum Ermland eingepfarrt.
Heute gehört Stare Guty katholischerseits auch wieder zu Pisz, das heute dem Bistum Ełk in der Römisch-katholischen Kirche in Polen zugeordnet ist. Auch die evangelischen Einwohner sind wieder zur Kreisstadt orientiert, deren Kirchengemeinde in die Diözese Masuren der Evangelisch-Augsburgischen Kirche in Polen eingegliedert ist.

## Schule
Im Jahre 1808 wurde Gutten Schulort.

## Verkehr
Stare Guty liegt südlich der polnischen Landesstraße 58 und ist über eine Nebenstraße von Kocioł Duży in Richtung Zawady (Sawadden, 1938 bis 1945 Ottenberg) erreichbar.
Im Jahre 1885 wurde das damalige Gutten Bahnstation an der noch heute befahrenen Bahnstrecke von Allenstein nach Lyck (polnisch Olsztyn–Ełk).